# Uhrenturm Kamakura

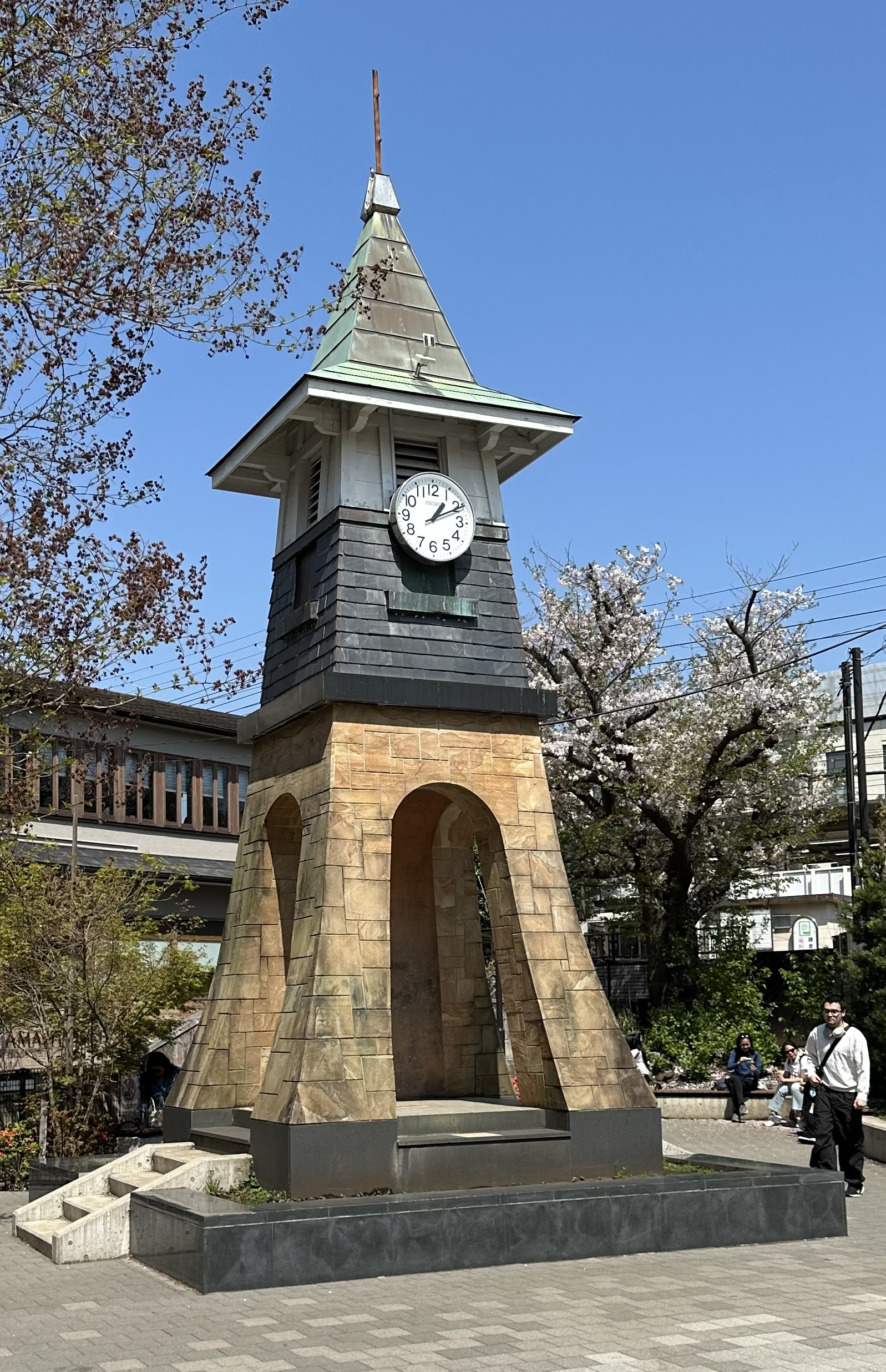
Uhrenturm in Kamakura, 2025

Der Uhrenturm Kamakura (japanisch 旧鎌倉駅の時計塔, kyū-Kamakura-eki no tokeitō, „Uhrenturm des ehemaligen Bahnhofs Kamakura“) ist ein Uhrenturm in Kamakura in Japan und eines der Wahrzeichen der Stadt.

## Lage
Der Turm befindet sich im Zentrum von Kamakura, auf einem Platz westlich vor dem Bahnhof Kamakura, an der Adresse 12-1 Onari-machi, Kamakura, Kanagawa.

## Gestaltung und Geschichte
Der freistehende Turm ist 9,4 Meter hoch und wird von einem kleinen, spitz zulaufendem Dach bekrönt. Unterhalb der Spitze befindet sich auf der Südseite eine große Uhr. Die nach unten breiter werdende Basis ist mit gelblichen Steinen versehen.
Ursprünglich befand sich der 1916 im Zuge eines Umbaus des Bahnhofs entstandene Turm auf dem Dach auf der Ostseite des Bahnhofsgebäudes von Kamakura. Bei großen Umbau- und Umgestaltungsarbeiten wurde er dort entfernt. Auf Wunsch vieler Bürger wurde er 1984 an seinem jetzigen Platz neu aufgebaut.
Am Ende der ersten Folge der Anime-Serie Tari Tari hält sich die Hauptdarstellerin vor dem Uhrenturm auf.